# XXIV зимові Олімпійські ігри (монета)
«XXIV зимові Олімпійські ігри» — ювілейна  монета номіналом 2 гривні, випущена Національним банком України, присвячена XXIV зимовим Олімпійським іграм, проведення яких заплановано на лютий 2022 року в Пекіні (столиця Китаю), введена в обіг 18 січня 2022 року. Монета належать до серії «Спорт».

## Опис та характеристики монети
| Номінал грн. | Метал      | Маса, грам | Діаметр, мм. | Якість виготовлення       | Гурт     | Тираж, штук |
| ------------ | ---------- | ---------- | ------------ | ------------------------- | -------- | ----------- |
| 2            | нейзильбер | 12,8       | 31           | спеціальний анциркулейтед | рифлений | 35 000      |

### Аверс
На аверсі монети розміщено малий Державний Герб України (угорі). У центрі монети розміщена голова дракона з використанням тамподруку (у дзеркальному полі). Дракон є головним героєм давніх легенд, міфів, казок та одним із найвідоміших символів Китаю. Зверху півколом розміщено напис «УКРАЇНА». Ліворуч та праворуч від голови дракона розташовано чотири піктограми, що символізують олімпійські види спорту. Номінал монети (2 гривні) та графічний символ гривні розміщено унизу монети. Під номіналом розташовано рік карбування у стилізованій формі дракона. Під роком карбування розташовано логотип Банкнотно-монетного двору Національного банку України.

### Реверс
На реверсі зображено композицію, яка символізує Китай, зокрема на ній розміщена карта Пекіна, піктограми сноубордиста і фігуристки, сніжинку (унизу), логотип Національного олімпійського комітету України (ліворуч), над яким голова дракона і олімпійський вогонь.

## Автори
- Художник: Марина Куц
- Скульптори: Володимир Атаманчук, Анатолій Демяненко; програмне моделювання — Юрій Лук'янов.

## Вартість монети
Під час введення монети в обіг 2022 року, Національний банк України реалізовував монету за ціною 73 гривні.
Фактична приблизна вартість монети, з роками змінювалася так:
| Рік        | 2022 | 2023 | 2024 | 2025 |
| ---------- | ---- | ---- | ---- | ---- |
| Ціна, грн. | 135  | 140  | 170  | 170  |